# Gonzalo Figueroa y Torres
Gonzalo Figueroa y Torres (Madrid, 19 d'agost de 1861-Suïssa, octubre de 1921) va ser un polític espanyol, alcalde de Madrid entre 1904 i 1905. Va ostentar els títols nobiliaris de i comte de Mejorada del Campo i de i duc de les Torres.

## Biografia
Va néixer a Madrid el 19 d'agost de 1861. Fou el segon fill d'Ignacio Figueroa y Mendieta, marquès de Villamejor, i germà de María Francisca, Álvaro (comte de Romanones), José (viconde de Irueste) i Rodrigo (duc de Tovar).
Va ser elegit diputat a Corts per Baeza a les eleccions de 1891. Gonzalo Figueroa, que va ser un dels fundadors del Banc Español de Crèdit,[4] va substituir al marquès de Lema com a alcalde de Madrid el 1904. El duc de les Torres, que també seria senador (per la província de Guadalajara i vitalici), va morir a l'octubre de 1921 a Suïssa.
El 1906 formava part del Comitè Olímpic Internacional que va organitzar els Jocs Olímpics de 1906.